# Bitwa pod Cassel (1328)
Bitwa pod Cassel – starcie zbrojne, które miało miejsce 23 sierpnia 1328 r. w trakcie powstania chłopów i mieszczan we Flandrii, tzw. powstania Flandrii Morskiej.
Powodem powstania był pobór podatku przez hrabiego Ludwika de Nevers. Pierwsza powstała wieś, a za nią ruszyli tkacze z Brugii i Ieper. Chłopi przystąpili do dzielenia majątków szlacheckich, rzemieślnicy przejęli władzę w miastach. Na pomoc zagrożonemu Ludwikowi przybył Filip VI Walezjusz, który rozprawił się krwawo z powstańcami w bitwie pod Cassel. Miasta ukarano pozbawieniem przywilejów (praw miejskich) i zniszczeniem murów obronnych. Burmistrz Brugii Wilhelm de Daken, który w trakcie powstania uznał zwierzchnictwo króla Anglii, został uprowadzony do Paryża i publicznie poćwiartowany.